# هلنا (آلاباما)
هلنا (به انگلیسی: Helena) شهری در شهرستان شلبی ایالت آلاباما است که مساحت آن ۵۳٫۵۵ کیلومتر مربع است و در سرشماری سال ۲۰۱۰ میلادی، ۱۶٬۷۹۳ نفر جمعیت داشته و تراکم جمعیتی آن، ۳۱۳٫۵۹ نفر در هر کیلومتر مربع بوده است. هلنا یکی از حومه‌های بیرمنگام و بخشی از منطقه شهری بیرمنگام-هوور  می‌باشد. هلنا بیشتر به عنوان یک محل برای زندگی و افزایش کودکان در نظر گرفته شده است. هلنا در سال ۲۰۰۷ به عنوان بهترین مکان برای رشد کودکان و زندگی کردن معرفی شد.

## نگارخانه

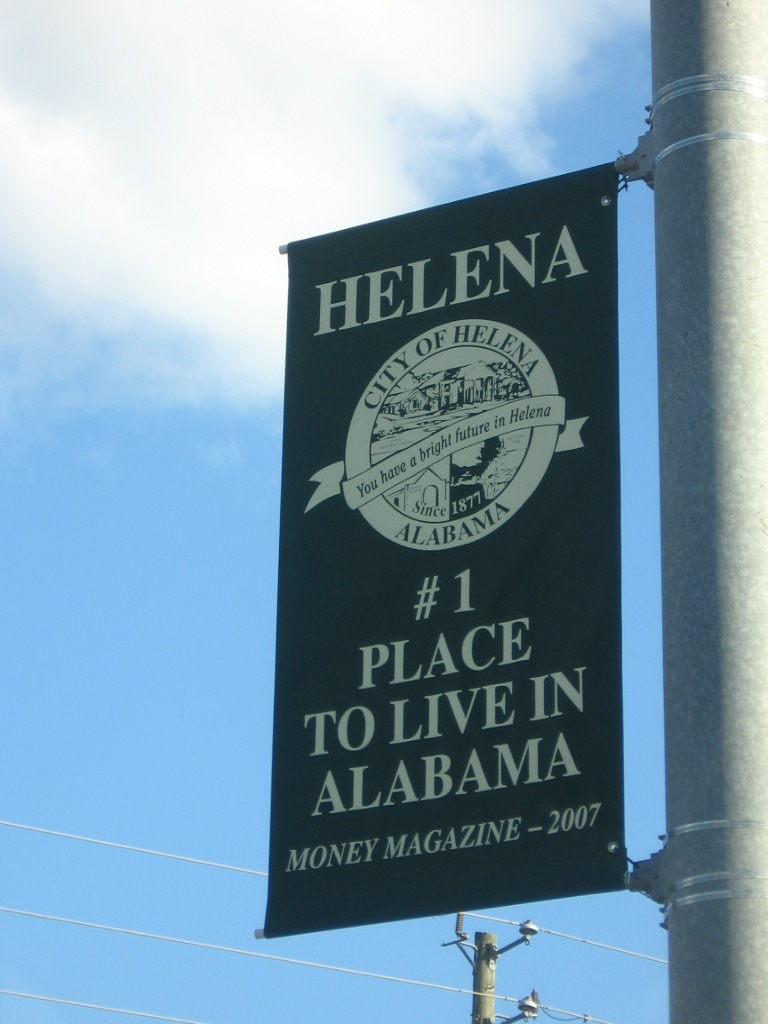
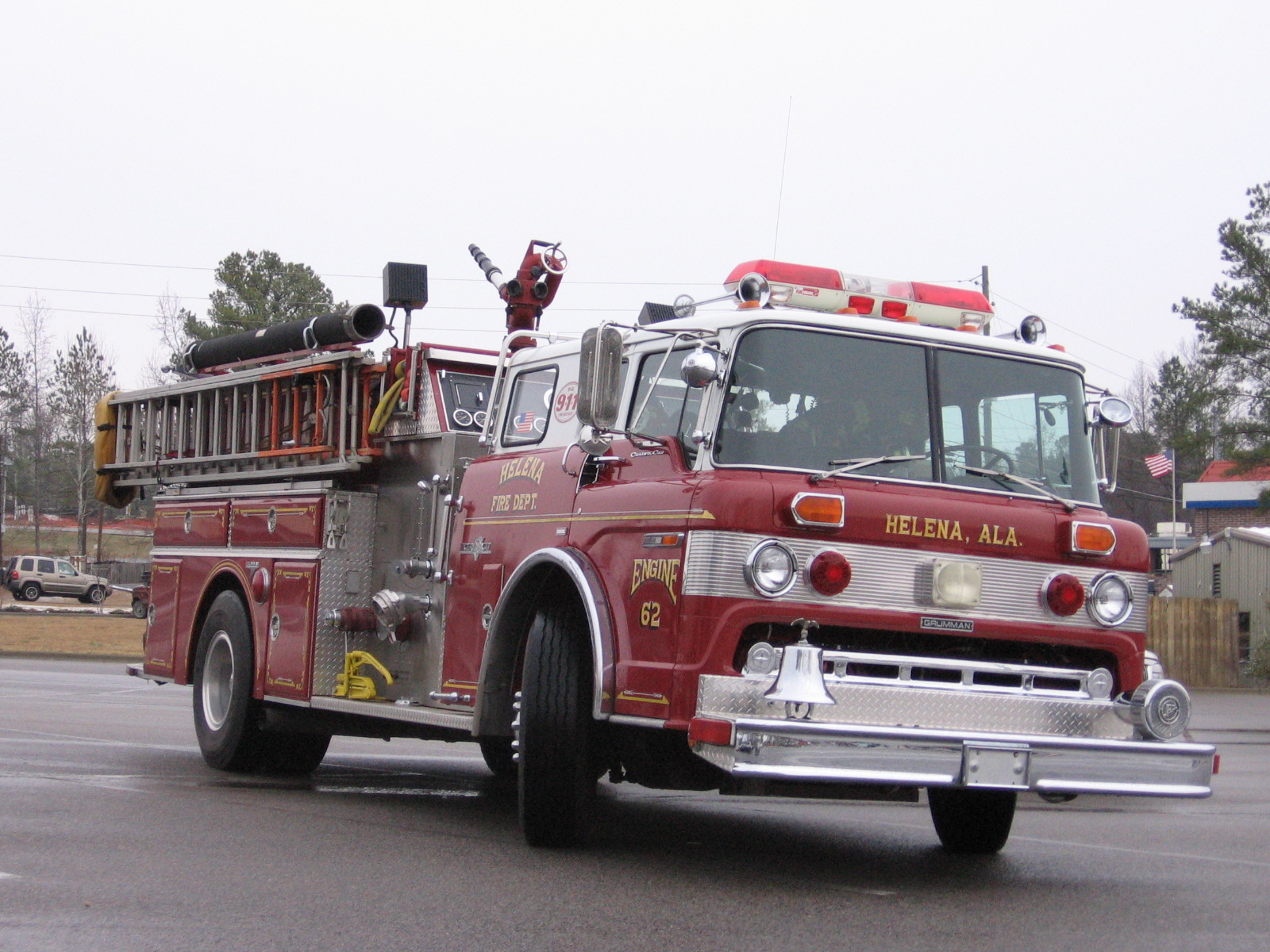
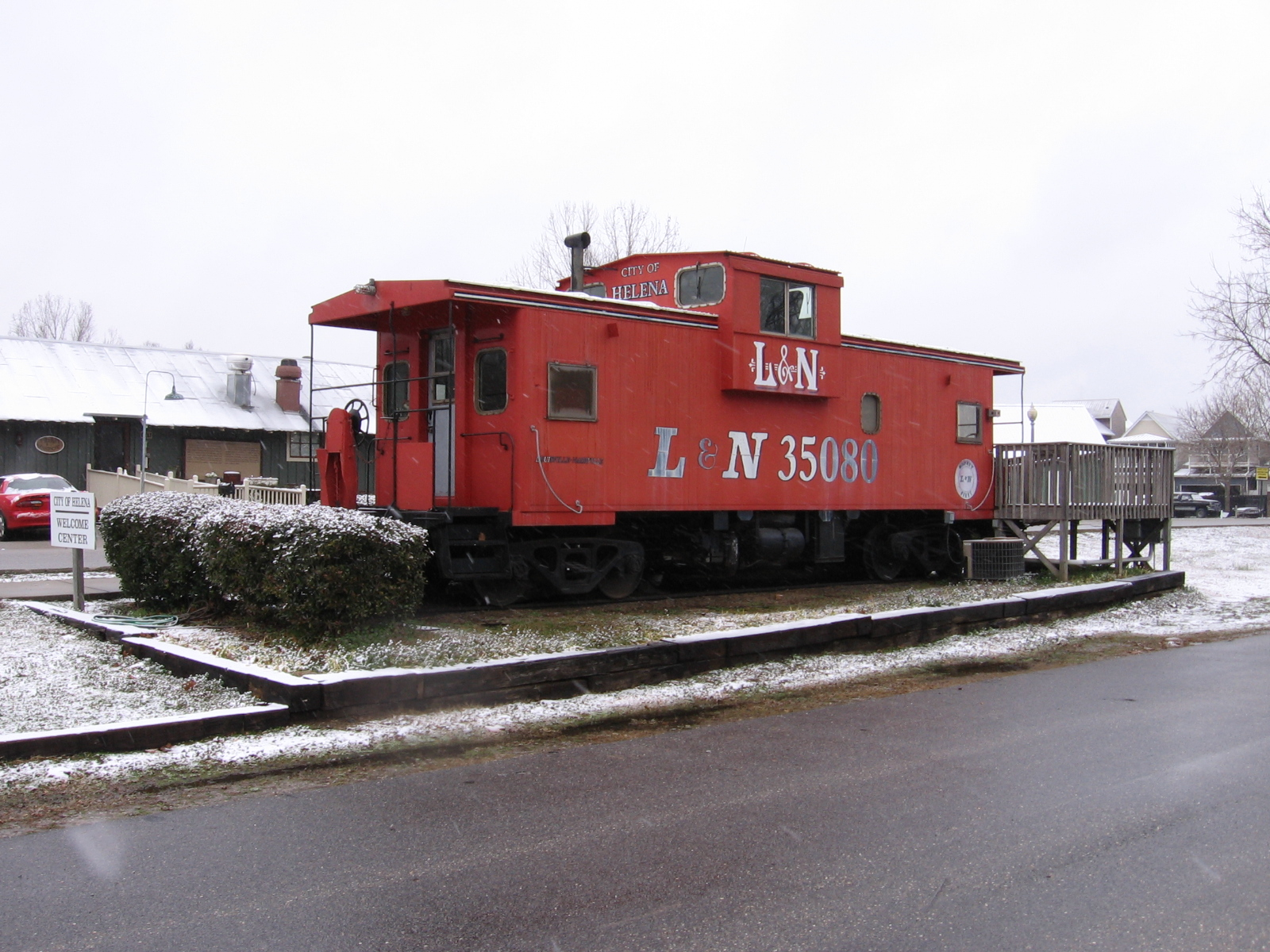